# یوانیس یوستینیانیس
یوانیس لونگوس یوستینیانیس (به یونانی: Ιωάννης Λόνγος Ιουστινιάνης, Iōánnēs Lóngos Ioustiniánēs؛ لاتین: Ioannes Iustinianus Longus؛ ۱۴۱۸ – ۱ ژوئن ۱۴۵۳) یک نجیب‌زاده جنوایی، دریاسالار و مدافع قسطنطنیه در محاصره قسطنطنیه (۱۴۵۳) بود. او نقش مهمی در دفاع از آن داشت و ۷۰۰ مرد را فرماندهی می‌کرد و همچنین نیروهای زمینی را رهبری می‌کرد که از شهر محافظت می‌کردند.

## خانواده و اوایل زندگی
یوستینیانیس عضوی از خاندان قدرتمند دوریا بود و احتمالاً بومی جزیره خیوس بود. اگرچه اطلاعات کمی در مورد منشأ او وجود دارد، اما جوستینیانی به‌عنوان یک سرباز مزدور شناخته شده بود و در دفاع از شهرهای محاصره‌شده متخصص بود.

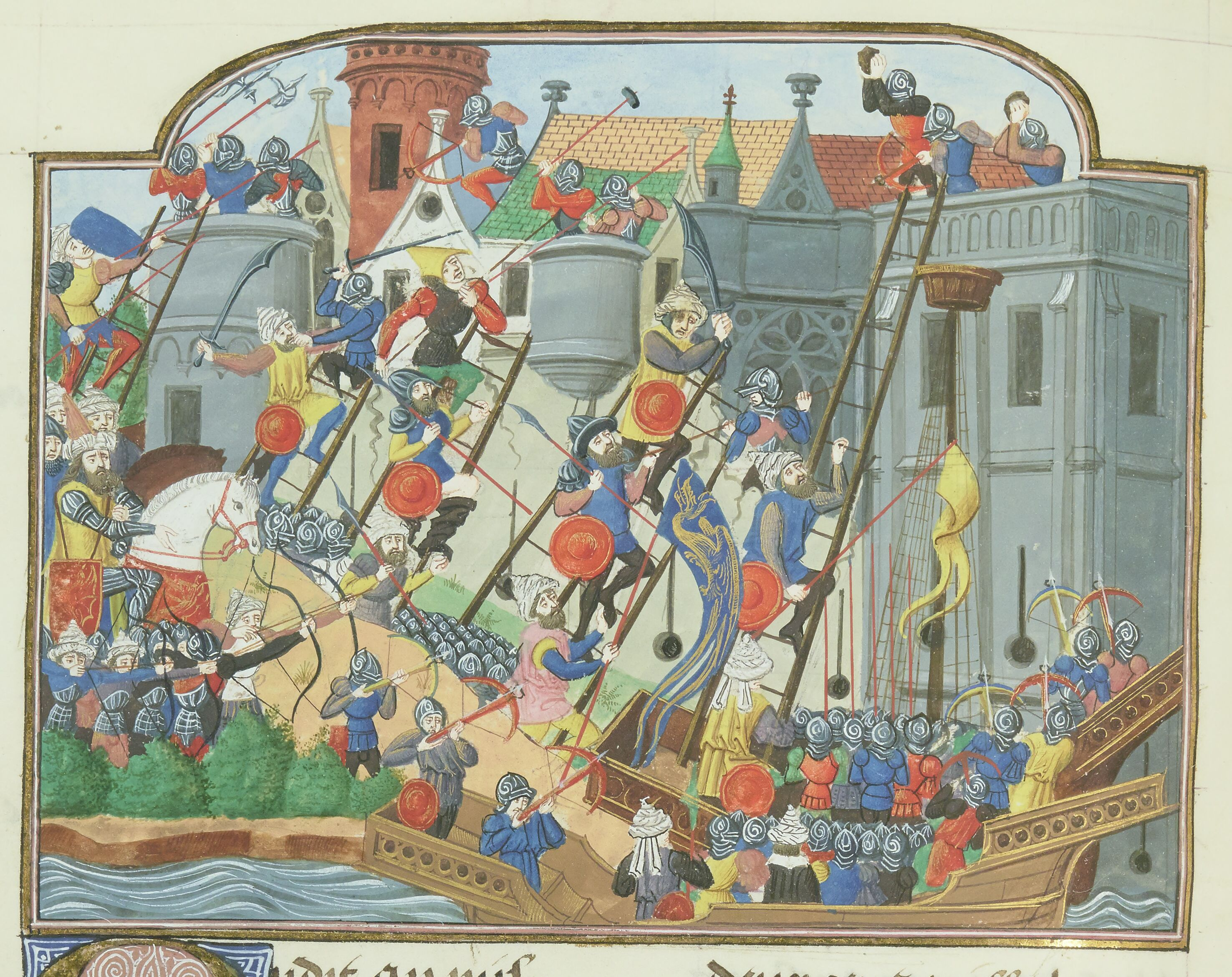
محاصره قسطنطنیه همان‌طور که پس از این رویداد به تصویر کشیده شده‌است

## محاصره قسطنطنیه
یوستینیانیس (به همراه ۷۰۰ نفر از خیوس و جنوا) با شنیدن وضعیت اسفناک قسطنطنیه برای دفاع از شهر حرکت کرد و در اواخر ژانویه به آن‌جا رسید تا برای محاصره آماده شود. کنستانتین یازدهم از نظر استراتژیک این گروه را در سمت راست موقعیت خود قرار داد و یوستینیانیس را به درجه پروتواسترتور منصوب کرد.
کنستانتین، یوستینیانیس را به‌عنوان رهبر دفاع زمینی شهر منصوب کرد و قبل از محاصره او وظیفه آموزش سربازان، تقویت استحکامات و به‌طور کلی برای حمله قریب‌الوقوع را داشت. با آموختن از محاصره ۱۴۲۲، او تلاش‌های دفاعی را به سمت دیوارهای بیرونی هدایت کرد، با پیشنهاد اسقف اعظم لئوناردو دی چیو مبنی بر اینکه دیوارهای داخلی به دلیل خرابی احتمالی آنها در اولویت قرار گیرند. در این مرحله، کمبود نیروی انسانی وجود نداشت، اگرچه مشخص شد که تنها ۸۰۰۰–۹۰۰۰ نفر برای دفاع از قسطنطنیه وجود خواهند داشت. کنستانتین با اشاره به اینکه شهر فاقد بودجه لازم برای پرداخت حقوق مدافعان خود بود، از جواهرات کلیسا و ظروف نقره برای ضرب سکه برای پرداخت پول سربازان استفاده کرد. جوستینیانی در سمت راست استراتژیک‌ترین و پایین‌ترین بخش دیوارها، بین سنت رومانوس و کاریسوس قرار داشت. او بلافاصله ارتش را سازماندهی کرد، به استخدام کنندگان شهر در زمینه سلاح‌های مدرن آموزش داد، و مردانی را که به امید فرار از وظایف نظامی به صومعه‌ها گریخته بودند، خارج کرد و در عوض آنها را به تلاش‌های دفاعی قسطنطنیه هدایت کرد. یوستینیانیس همچنین با ۷۰۰ مزدور جنوایی خود، بحرانی‌ترین نقاط دیوار را تقویت کرد.
پس از ورود سلطان محمد در ۶ آوریل، یوستینیانیس فرماندهی سورتی را برای ضد حمله به موقعیت عثمانی‌ها آغاز کرد. اینها بسیار موفق بوده و منجر به نابودی نیروهای عثمانی، محاصره و توپخانه شده‌است. با این حال، سورتی‌ها به دلیل نرخ بالای مرگ و میر به تدریج کنار گذاشته شد. رویکرد او در مورد تعمیر دیوارها نیز مانعی برای عثمانی‌ها بود. استراتژی او شامل مهار ضربه آتش توپخانه با پوشاندن دیوارها در سطوح نرم و سپس پرکردن شکاف‌های ایجاد شده توسط گلوله‌های توپ با زباله بود (که بسیار مؤثر بود زیرا گلوله‌های توپ به سادگی در آوار فرومی‌رفتند). در طول محاصره، یوستینیانیس و افرادش دیوارهای آسیب دیده را تعمیر کردند و شکاف‌ها را با سربازان بستند تا در صورت لزوم حملات را دفع کنند. او همچنین از توپخانه‌های کوچک حاوی گلوله‌های خوشه‌ای، پرتابه‌ها و اقلامی برای انداختن بر روی مهاجمانی که سعی در بالا رفتن از دیوارها داشتند استفاده کرد.
اولین حمله در ۱۸ آوریل رخ داد، با اعزام گروهی از ینی‌چری‌ها و کمانداران به سمت شکافی در بخش میانی دیوارها. یوستینیانیس و افرادش توانستند این حمله را پس از ۴ ساعت به دلیل جبهه باریک دفع کنند، چون شکاف کوچک بود، نیروهای عثمانی نتوانستند از تعداد برتر خود استفاده کنند.
در اواخر ماه مه، کاهش منابع و نیروی انسانی همراه با آگاهی از اینکه هیچ ارتش امدادی نمی‌تواند قسطنطنیه را نجات دهد، باعث افزایش تنش‌ها شد، و در این میان یوستینیانیس و نوتاراس (رئیس وزیر بیزانس) گزارش شده‌است که با هم درگیر شده‌اند.

## مرگ
در ساعات اولیه ۲۹ مه، حمله نهایی عثمانی آغاز شد و بیشترین نیروها در مرکز دیوارها متمرکز شدند. اولین موج نیروها، سربازان مسیحی که توسط دست نشاندگان محمد تهیه شده بود، تلاش کردند تا از ستون‌های بداهه ساخته شده توسط مردان یوستینیانیس عبور کنند، اما ناموفق بودند. موج دوم حمله کرد، به ویژه در یک شکاف در نزدیکی دروازه سنت رومانوس، اما بار دیگر تا صبح زود دفع شد. موج آخر متشکل از ینی‌چری‌های نخبه بود که به دیوار حمله کردند و تا این لحظه با بیش از ۳۰۰۰ سرباز خسته به رهبری یوستینیانیس روبرو نشدند.
سقوط یوستینیانیس در این حمله زمانی رخ داد که یک توپ یا تیرکمان پولادی به شدت به بازو، سینه یا پای او آسیب رساند و مجبور به عقب‌نشینی از ایستگاه رزمی او شد. با خروج او از نبرد، روحیه مدافعان به شدت ضعیف شد و مردان وحشت زده شروع به فرار کردند. یوستینیانیس به امید مراقبت از زخم‌هایش به کشتی او برده شد و چون معلوم شد که قسطنطنیه سقوط کرده‌است، همراه با افرادش فرار کرد. منابع خصمانه نسبت به جنواها (مانند نیکولو باربارو ونیزی)، گزارش می‌دهند که او فقط به‌طور خفیف زخمی شده بود یا اصلاً زخمی نشده بود، اما ترس غرق شده بود، زخم را شبیه‌سازی کرد تا میدان نبرد را رها کند و سقوط را تعیین کرد. از شهر این اتهامات بزدلی و خیانت به حدی گسترده بود که جمهوری جنوا مجبور شد با ارسال نامه‌های دیپلماتیک به صدراعظم انگلستان، فرانسه، دوک نشین بورگوندی و دیگران آنها را رد کند.
یوستینیانیس در ۱۱ ژوئن تسلیم جراحاتش شد و به جزیره جنوایی خیوس منتقل شد. او در کلیسای سن دومنیکو در پیرغی، خیوس آرام گرفت و اگرچه مقبره او گم شده‌است (احتمالاً در اثر زلزله ۱۸۸۱)، چندین توصیف در این مورد باقی مانده‌است.

## تصویرسازی‌ها
- نقش جوستینیانی را کمال ارگوننچ در فیلم ترکی فتح استانبول (۱۹۵۱) بازی می‌کند.
- چنگیز کوشکون در فیلم ترکی فتح ۱۴۵۳ (۲۰۱۲) نقش جوستینیانی را بازی می‌کند. در فیلم، او در آخرین روز محاصره قسطنطنیه توسط اولوبتلی حسن (ابراهیم چلیککل) کشته می‌شود.
- او به عنوان یک شخصیت اصلی در رمان فرشته تاریکی اثر میکا والتاری ظاهر می‌شود
- او به عنوان یک شخصیت اصلی در رمان تاریخی پورفیری و خاکستر نوشته پیتر سندهام ظاهر می‌شود
- او توسط بیرکان سوکولو در مستند تاریخی ترکیه ظهور امپراتوری‌ها: عثمانی (۲۰۲۰) به تصویر کشیده شده‌است.